# كريس بورتون (لاعب اتحاد الرغبي)
كريس بورتون (بالإنجليزية: Kristopher Burton)‏ هو لاعب اتحاد الرغبي أسترالي، ولد في 4 أغسطس 1980 في بريزبان في أستراليا.

## وصلات خارجية
- كريس بورتون على موقع سلسلة سباعيات الرغبي العالمية - رجال (الإنجليزية)
- كريس بورتون عل موقع إسبنسكروم (الإنجليزية)
- كريس بورتون على موقع ItsRugby.co.uk (الإنجليزية)